# Lichtenau (Bajorország)
Lichtenau település Németországban, azon belül Bajorországban. Lakosainak száma 3867 fő (2023. december 31.). Lichtenau Petersaurach, Neuendettelsau, Windsbach, Wolframs-Eschenbach, Merkendorf, Weidenbach és Sachsen b.Ansbach községekkel határos.

## Népesség
A település népessége az elmúlt években az alábbi módon változott:
| Lakosok száma | 1089 | 1838 | 3312 | 3486 | 3713 | 3760 | 3837 | 3924 | 3847 | 3867 |
|               | 1875 | 1950 | 1975 | 1987 | 2012 | 2014 | 2016 | 2017 | 2021 | 2023 |